# Gymnocalycium bodenbenderianum
Gymnocalycium bodenbenderianum är en kaktusväxtart som beskrevs av Alwin Berger. Gymnocalycium bodenbenderianum ingår i släktet Gymnocalycium och familjen kaktusväxter. Inga underarter finns listade i Catalogue of Life.

## Bildgalleri

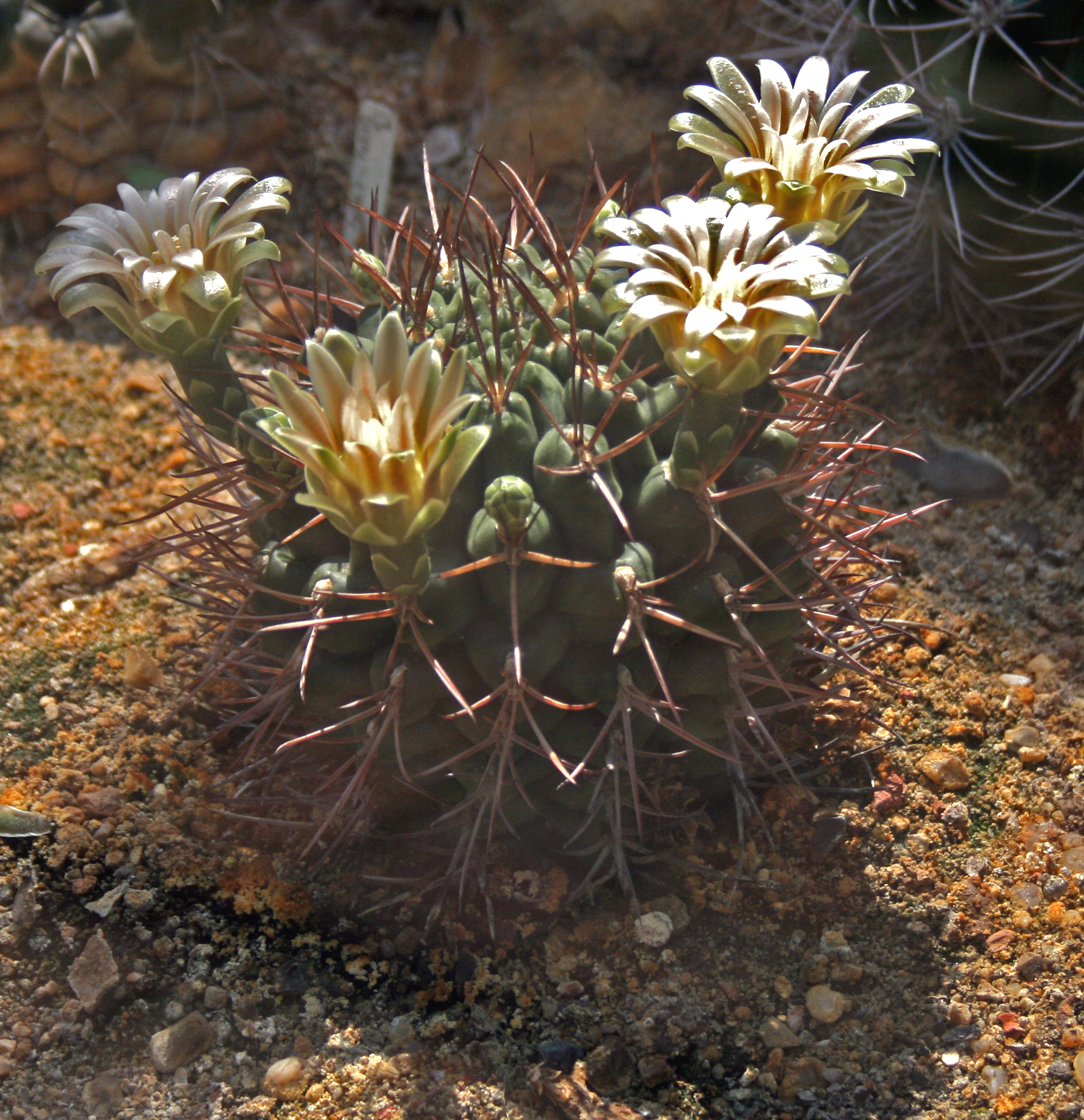
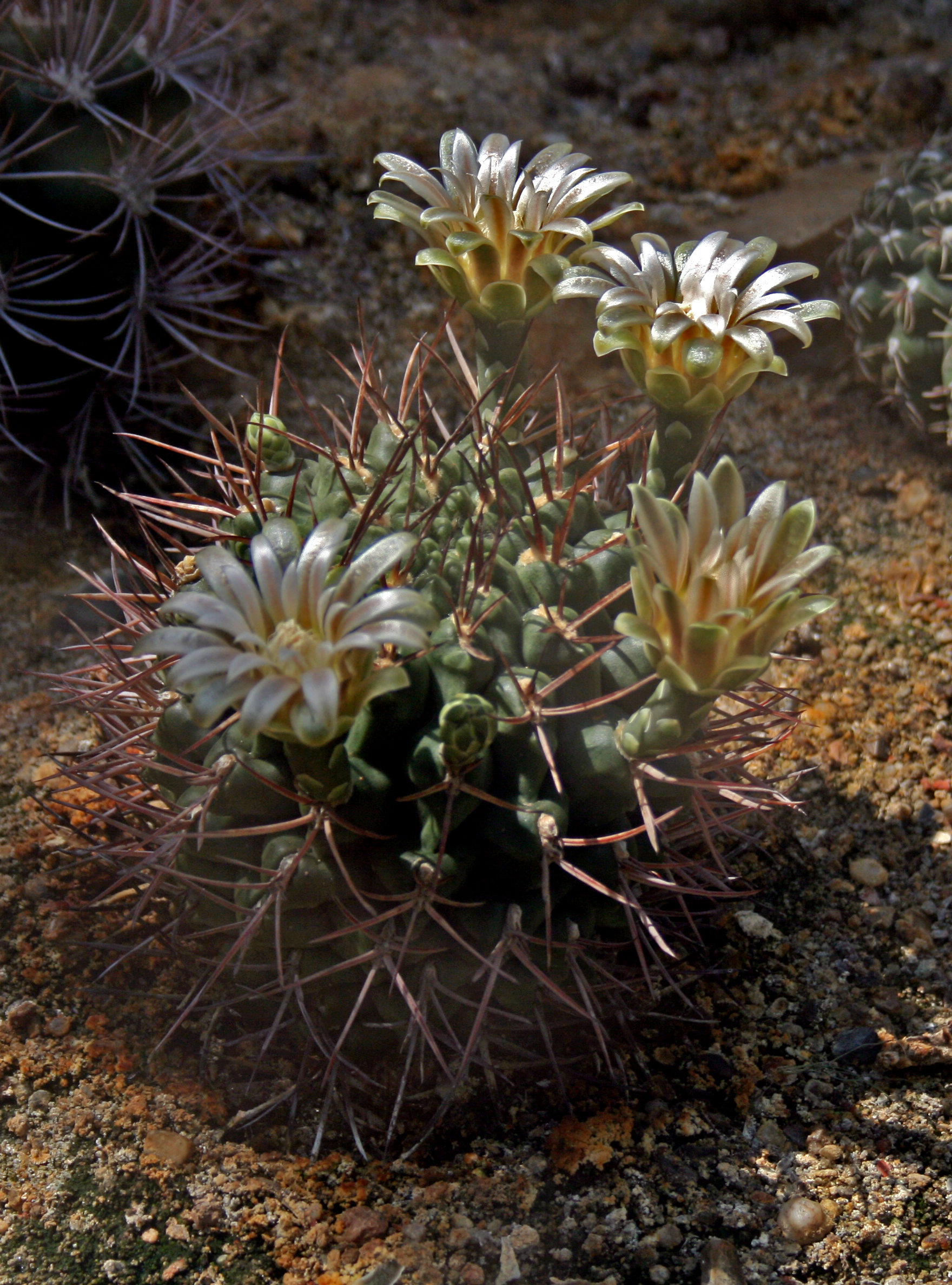
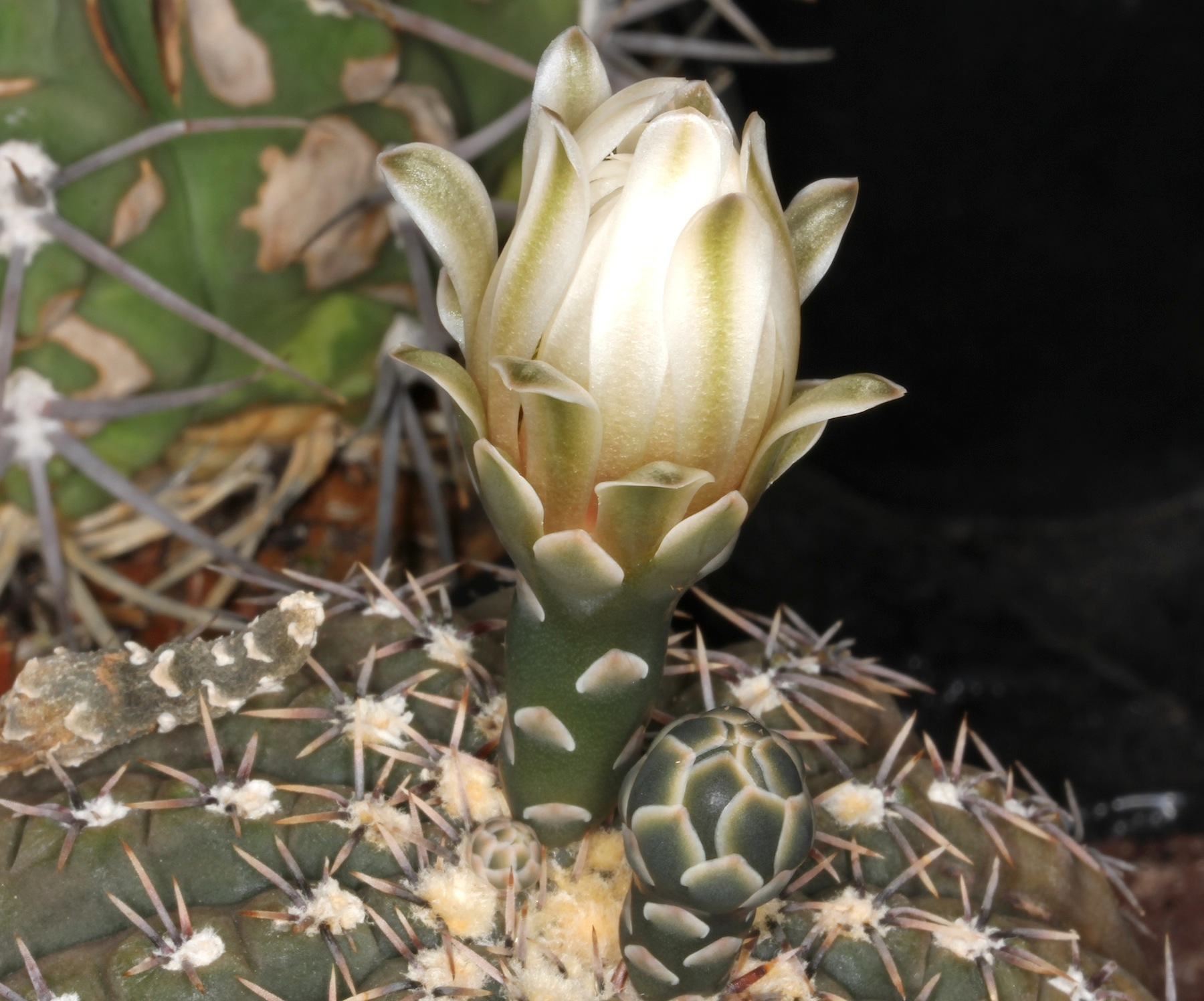
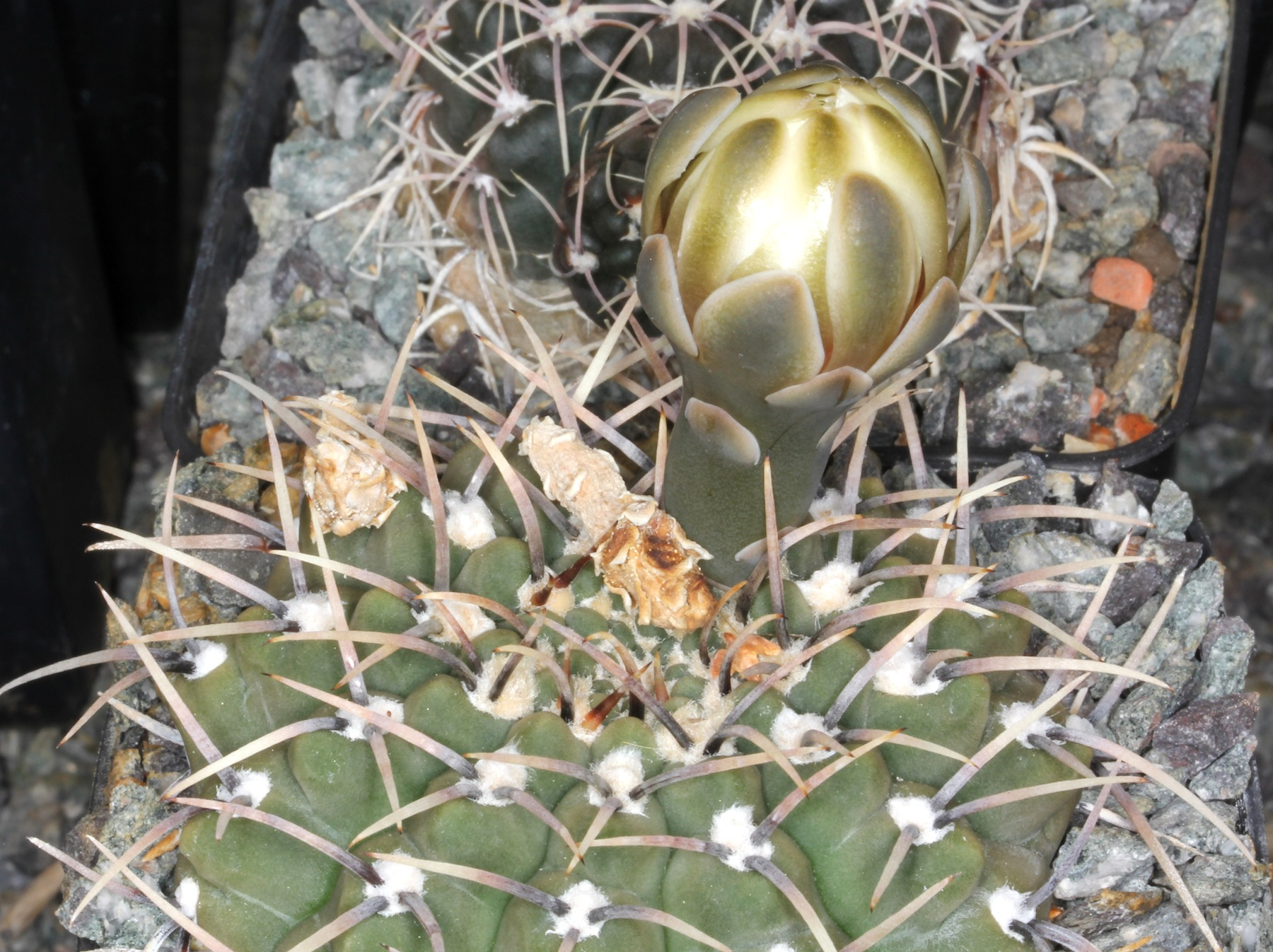
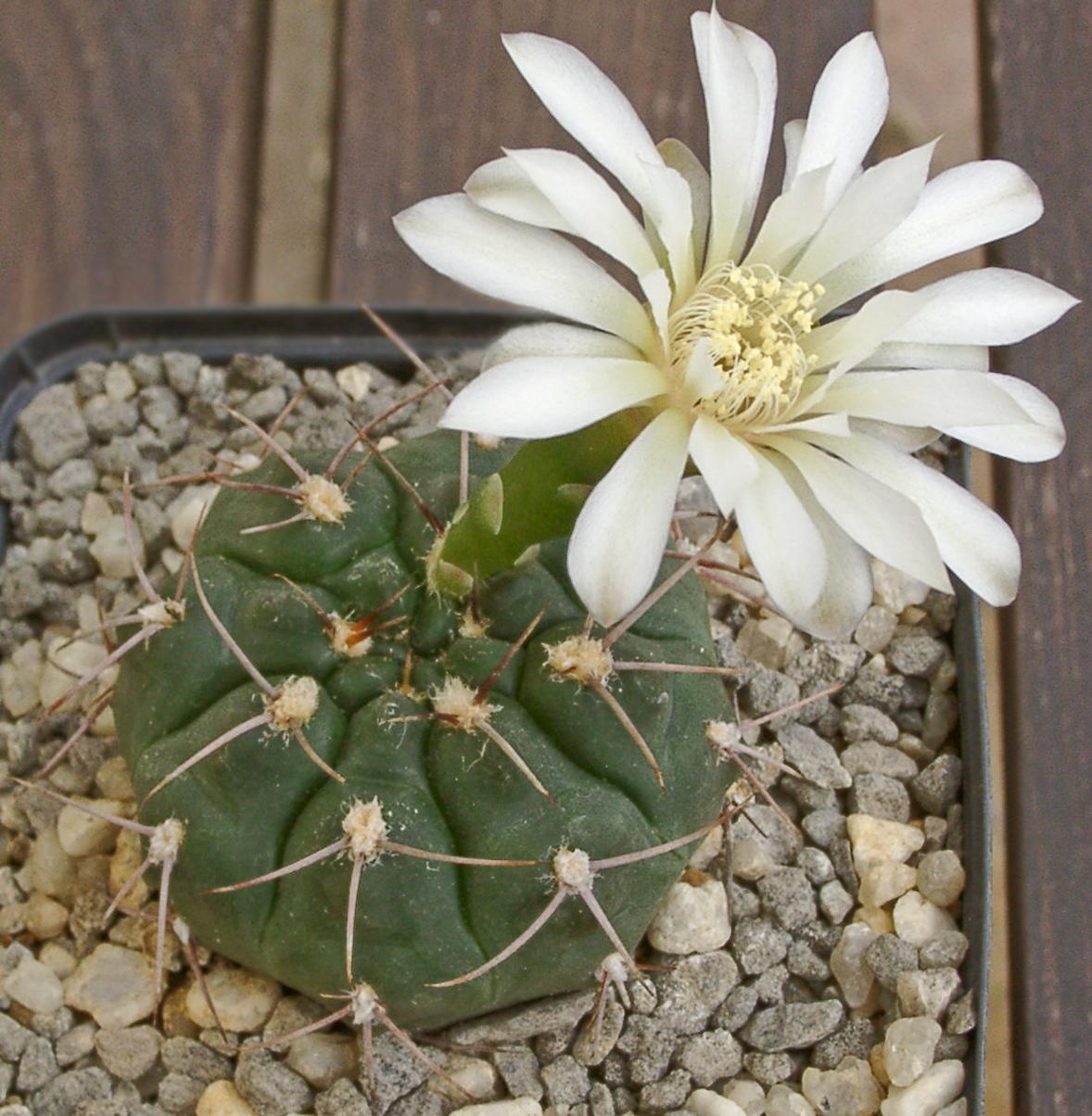